# Kommandierender General der Deutschen Luftwaffe in Ungarn
Der Kommandierende General der Deutschen Luftwaffe in Ungarn war eine höhere Dienststellung der deutschen Luftwaffe im Zweiten Weltkrieg.

## Geschichte
Die Aufstellung des Stabes der Dienststelle mit Sitz in Budapest erfolgte am 5. März 1944 aus der ehemaligen Dienststelle des Generals der Luftwaffe Ungarn.
Dem Kommandierenden General der Deutschen Luftwaffe in Ungarn oblag die taktische und operative Führung der Luftwaffenverbände in Ungarn, das zu dieser Zeit durch den Dreimächtepakt ein Verbündeter des NS-Staats war. Am 13. Dezember 1944 erfolgte die Auflösung.